# Paul Mühlbacher
Paul Mühlbacher (* 10. Januar 1838 in Bleiberg; † 12. Oktober 1920 in Klagenfurt) war ein österreichischer Präsident der Bleiberger Bergwerksunion und Politiker.

## Leben
Mühlbacher war der Sohn des Haupt-Gewerks in Bleiberg Spiridion Mühlbacher (* 22. Juli 1811; † 22. Februar 1861) und dessen Ehefrau Maria geb. Ebner von Ebenthal (* 3. Juli 1817; † 2. Dezember 1855). Er war römisch-katholisch und heiratete 1861 Ida Werle (* 6. September 1841; † 4. Dezember 1928). Aus der Ehe gingen drei Töchter und fünf Söhne hervor.
Mühlbacher besuchte das Gymnasium in Klagenfurt und lebte als Gewerke und Realitätenbesitzer in Bleiberg. Von 1891 bis 1919 war er Präsident der Bleiberger Bergwerksunion. Er war Besitzer des landtäflichen Gutes Zigulln (mütterliches Erbe) in Klagenfurt und Vizepräsident der Kärntner Sparkasse sowie Mitglied des Kärntner Geschichtsvereins.
Vom 14. September 1871 bis zu seinem Rücktritt am 18. Februar 1875 (Nachfolger war Kajetan Schnablegger) und erneut vom 24. September 1881 (Nachwahl vom 13. August 1881 nach Rücktritt von Ernst von Edlmann) bis zum 2. Februar 1909 war er Abgeordneter im Kärntner Landtag. Er gehörte dem Klub Deutschliberale an und war in der 
- IV. Wahlperiode von 1871 bis 1875 Mitglied des Verifikations- und des volkswirtschaftlichen Ausschusses
- V. Wahlperiode von 1881 bis 1884 Mitglied des Bau-, des juridisch-politischen, des Verifikations- und des Irrenhausausschusses
- VI. Wahlperiode von 1884 bis 1890 Mitglied des Ausschusses für Bauten und Kommunikation
- VII. Wahlperiode von 1890 bis 1896 Mitglied des Bau- und des Eisenbahnausschusses
- VIII. Wahlperiode von 1897 bis 1902 Mitglied des Bau- und des Versicherungsausschusses
- IX. Wahlperiode von 1903 bis 1909 Mitglied des Bauausschusses

## Auszeichnungen
Er wurde mit dem Orden der Eisernen Krone ausgezeichnet und verzichtete auf den damit verbundenen Adel. Er wurde zum Kaiserlicher Rat und zum k.k. Kommerzialrat ernannt. Daneben war er Ehrenpräsident der Bleiberger Bergwerksunion.